# Danh sách Vương cung thánh đường Công giáo
Dưới đây là danh sách các Vương cung thánh đường của Giáo hội Công giáo La Mã. Đây là một danh hiệu tôn vinh đặc biệt mà các Giáo hoàng dành cho nhà thờ hoặc thánh địa, xét theo tính chất cổ kính, tầm quan trọng về lịch sử và ý nghĩa tâm linh đối với Giáo hội. Phần lớn vương cung thánh đường là nhà thờ chính tòa, nhưng không phải nhà thờ chính tòa nào cũng là vương cung thánh đường.
Vương cung thánh đường trong Giáo luật được chia thành Đại và Tiểu vương cung thánh đường. Hiện nay trên thế giới chỉ có 4 Đại vương cung thánh đường và tất cả đều nằm ở Roma, đó là: Vương cung thánh đường Thánh Gioan Latêranô, Vương cung thánh đường Thánh Phêrô, Vương cung thánh đường Thánh Phaolô Ngoại thành và Vương cung thánh đường Đức Bà Cả. Còn tất cả các Vương cung thánh đường khác trên thế giới đều là các tiểu vương cung thánh đường.
Không có nhà thờ Giáo hội Công giáo nào được vinh danh với danh hiệu vương cung thánh đường trừ khi được Tòa Thánh công nhận hoặc được công nhận từ xa xưa. Vương cung thánh đường San Nicola của Tolentino là Tiểu vương cung thánh đường đầu tiên được hình thành vào năm 1783 theo giáo luật. Mã số Giáo luật năm 1917 chính thức công nhận các nhà thờ sử dụng tiêu đề Vương cung thánh đường từ xa xưa như là Tiểu vương cung thánh đường. Và các nhà thờ này được gọi là Vương cung thánh đường thượng cổ.
Khi một nhà thờ đã được nâng lên danh hiệu tiểu vương cung thánh đường thì được Tòa Thánh trao cho hai biểu trưng của giáo hoàng: một là cái chuông (tintinnabulum) dùng để báo tin khi Giáo hoàng hay người thay mặt Giáo hoàng đến, hai là cái dù bằng lụa có hai màu vàng, đỏ (conopaeum) dùng để che cho giáo hoàng.

## Danh sách

### Châu Á
| Quốc gia    | Thành phố/Đô thị      | Vương cung thánh đường                                                                | Năm cung hiến | Hình ảnh                       |
| ----------- | --------------------- | ------------------------------------------------------------------------------------- | ------------- | ------------------------------ |
| Trung Quốc  | Thượng Hải            | Vương cung thánh đường Xà Sơn                                                         | 1942          |                                |
| Ấn Độ       | Alleppey              | Vương cung thánh đường Thánh Anrê, Arthunkal                                          | 2010          |                                |
| Ấn Độ       | Angamaly              | Vương cung thánh đường Thánh George                                                   | 2009          |                                |
| Ấn Độ       | Bandel                | Vương cung thánh đường Đền thờ Đức Mẹ Rosary                                          | 1988          |                                |
| Ấn Độ       | Bangalore             | Vương cung thánh đường Đức Mẹ Maria, Shivajinagar                                     | 1973          |                                |
| Ấn Độ       | Chennai               | Vương cung thánh đường San Thome                                                      | 1956          |                                |
| Ấn Độ       | Goa Velha             | Vương cung thánh đường Bom Jesus                                                      | 1946          |                                |
| Ấn Độ       | Kochi                 | Vương cung thánh đường Đức Mẹ Maria, Ernakulam                                        | 1974          |                                |
| Ấn Độ       | Kochi                 | Vương cung thánh đường Santa Cruz                                                     | 1984          |                                |
| Ấn Độ       | Kochi                 | Vương cung thánh đường Đền thờ Quốc gia Đức Mẹ Chuộc Kẻ Làm Tôi, Vallarpadam          | 2004          |                                |
| Ấn Độ       | Mumbai                | Vương cung thánh đường Đức Mẹ của Núi, Bandra                                         | 1954          |                                |
| Ấn Độ       | Pallippuram           | Vương cung thánh đường Đức Mẹ của Tuyết, Pallippuram                                  | 2012          |                                |
| Ấn Độ       | Pondicherry           | Vương cung thánh đường Thánh Tâm Chúa Giêsu                                           | 2011          |                                |
| Ấn Độ       | Ranchi                | Vương cung thánh đường Tình mẫu tử thiêng liêng của Đức Mẹ, Raja Ulhatu               | 2004          |                                |
| Ấn Độ       | Sardhana              | Vương cung thánh đường Đức Mẹ của Graces                                              | 1961          |                                |
| Ấn Độ       | Secunderabad          | Vương cung thánh đường Lễ thăng thiên của Đức Mẹ Đồng Trinh                           | 2008          |                                |
| Ấn Độ       | Thiruvaiyaru          | Vương cung thánh đường Đức Mẹ của Lourdes, Poondi                                     | 1999          |                                |
| Ấn Độ       | Thiruvananthapuram    | Vương cung thánh đường Hòa bình của Thánh nữ Maria                                    | 2008          |                                |
| Ấn Độ       | Thoothukudi           | Vương cung thánh đường Đức Mẹ của Tuyết, Thoothukudi                                  | 1982          |                                |
| Ấn Độ       | Thrissur              | Vương cung thánh đường Đức Mẹ của Dolours, Thrissur                                   | 1992          |                                |
| Ấn Độ       | Tiruchirapalli        | Vương cung thánh đường Chúa Cứu thế, Tiruchirapalli                                   | 2006          |                                |
| Ấn Độ       | Velankanni            | Vương cung thánh đường Đức Mẹ của Vailankanni                                         | 1962          |                                |
| Israel      | Haifa                 | Vương cung thánh đường Đức Mẹ, Sao Biển, Tu viện Stella Maris Camêlô                  | 1839          |                                |
| Israel      | Jerusalem             | Vương cung thánh đường Mộ Thánh                                                       | Xa xưa        |                                |
| Israel      | Jerusalem             | Vương cung thánh đường Agony                                                          | Xa xưa        |                                |
| Israel      | Jerusalem             | Vương cung thánh đường Thánh Stêphanô                                                 | 1903          |                                |
| Israel      | Jerusalem             | Nhà thờ Thánh Annê                                                                    | 1954          |                                |
| Israel      | Jerusalem             | Vương cung thánh đường Cái chết của Đức Mẹ Đồng Trinh Maria, Tu viện Hagia Maria Sion | 1957          |                                |
| Israel      | Hạ Galilee            | Vương cung thánh đường Biến Hình, Núi Tabor                                           | Xa xưa        |                                |
| Israel      | Nazareth              | Vương cung thánh đường Truyền tin                                                     | Xa xưa        |                                |
| Palestine   | Jerusalem             | Nhà thờ Emmaus (Nhà của Thánh Cleophas)                                               | 1919          |                                |
| Philippines | Agoo                  | Vương cung thánh đường Đức Mẹ Nhân từ của Charity                                     | 1982          |                                |
| Philippines | Badoc                 | Vương cung thánh đường Thánh Gioan Rửa tội                                            | 2018          |                                |
| Philippines | Batangas              | Vương cung thánh đường Đức Mẹ Vô nhiễm Nguyên tội, Batangas                           | 1948          |                                |
| Philippines | Cebu                  | Vương cung thánh đường Santo Niño                                                     | 1965          |                                |
| Philippines | Malolos               | Vương cung thánh đường Nhà thờ chính tòa Đức Mẹ Vô nhiễm Nguyên tội                   | 1999          | Malolos Cathedral              |
| Philippines | Manila                | Vương cung thánh đường Thánh Sêbastianô, Manila                                       | 1890          |                                |
| Philippines | Manila                | Nhà thờ chính tòa Manila                                                              | 1981          | Facade of the Manila Cathedral |
| Philippines | Manila                | Vương cung thánh đường Black Nazarene                                                 | 1987          |                                |
| Philippines | Manila                | Vương cung thánh đường Thánh Lorenzo Ruiz                                             | 1992          |                                |
| Philippines | Manaoag               | Vương cung thánh đường Đức Mẹ của Manaoag                                             | 2015          |                                |
| Philippines | Naga                  | Vương cung thánh đường Đức Mẹ của Peñafrancia                                         | 1985          |                                |
| Philippines | Quezon                | Vương cung thánh đường Đền thờ Quốc gia Đức Mẹ của Núi Carmel                         | 2018          |                                |
| Philippines | Piat                  | Vương cung thánh đường Đức Mẹ của Piat                                                | 1997          |                                |
| Philippines | Taal                  | Vương cung thánh đường Thánh Martinô thành Tours                                      | 1948          |                                |
| Philippines | Tayabas               | Vương cung thánh đường Tổng lãnh thiên thần Micae                                     | 1988          |                                |
| Đài Loan    | Cao Hùng              | Nhà thờ chính tòa Vương cung thánh đường Mân Côi                                      | 1995          |                                |
| Đài Loan    | Vạn Loan              | Vương cung thánh đường Vạn Kim của Thụ thai Tinh khiết                                | 1984          |                                |
| Sri Lanka   | Tewatta               | Vương cung thánh đường Đức Mẹ Lanka                                                   | 1973          |                                |
| Việt Nam    | Hà Nam                | Vương cung thánh đường Sở Kiện                                                        | 2010          |                                |
| Việt Nam    | Thành phố Hồ Chí Minh | Nhà thờ chính tòa Đức Bà Sài Gòn                                                      | 1959          |                                |
| Việt Nam    | Quảng Trị             | Vương cung thánh đường Đức Mẹ La Vang                                                 | 1961          |                                |
| Việt Nam    | Nam Định              | Vương cung thánh đường Phú Nhai                                                       | 2008          |                                |